# NGC 5661
NGC 5661 (również PGC 51921 lub UGC 9346) – galaktyka spiralna z poprzeczką (SBb), znajdująca się w gwiazdozbiorze Panny. Odkrył ją William Herschel 12 maja 1793 roku.